# Liste des centrales solaires thermodynamiques

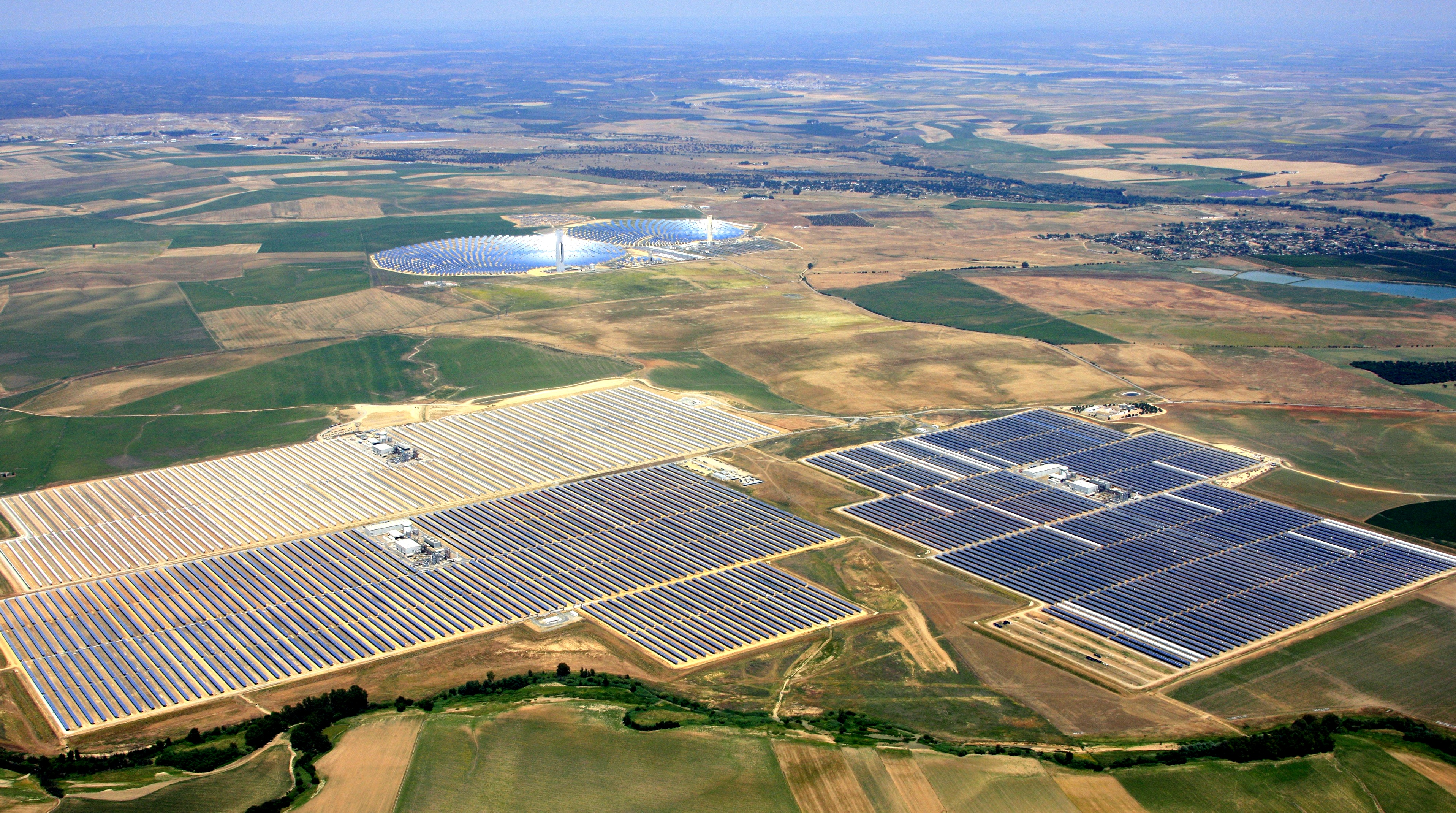
Les trois premières unités de Solnova au premier plan. Au fond, les deux tours des centrales solaires PS10 et PS20.

La liste des centrales solaires thermodynamiques (ou centrales solaires thermiques à concentration) recense les centrales existantes ainsi que les principaux projets. Ces centrales connaissent un développement important malgré leurs limites, en particulier la nécessité de disposer de conditions optimales d'ensoleillement direct, idéalement supérieur à 1 900 kWh/m2/an ; elles présentent par contre un avantage majeur par rapport au photovoltaïque : elles peuvent (optionnellement) stocker la chaleur qu'elles produisent pour pouvoir continuer à fonctionner plusieurs heures après le coucher du soleil.
Les zones favorables à leur déploiement sont le sud-ouest des États-Unis, le nord du Chili et de l'Argentine, la péninsule arabique, l'Iran, l'Afghanistan, le Pakistan et le nord-est de l'Inde, l'ouest de la Chine, le sud de l'Afrique, le Maroc, l'Australie.

## Centrales opérationnelles

Quelques centrales solaire
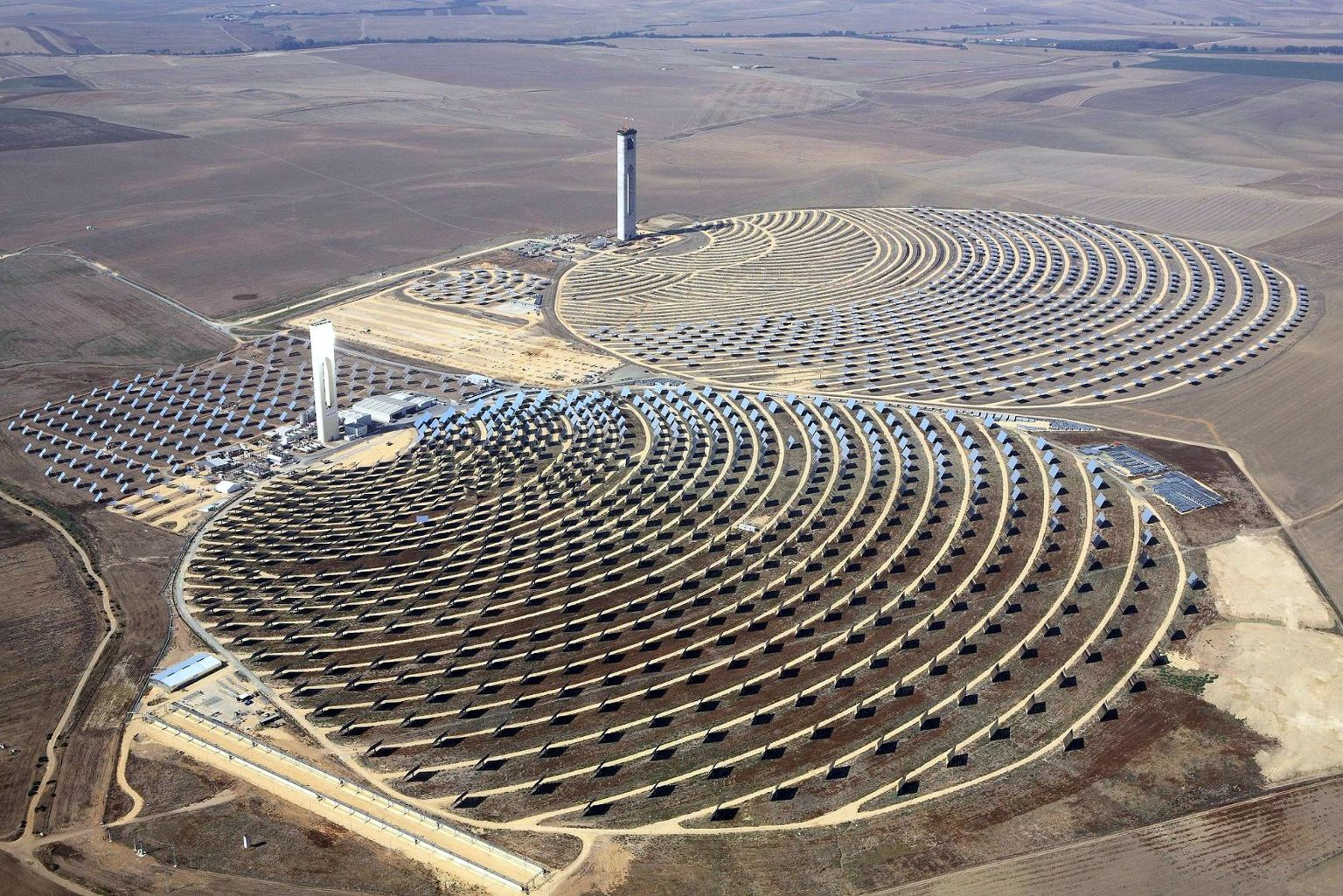
Tours solaires depuis la gauche: PS10, PS20 en Espagne.
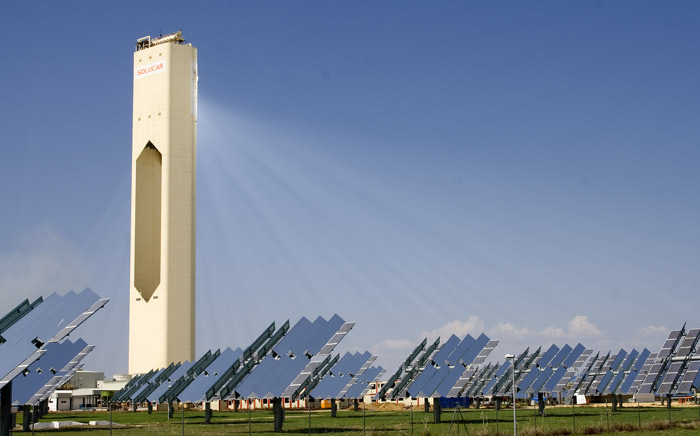
Le rayonnement solaire est concentré depuis les heliostats sur la tour solaire de la centrale solaire PS10.
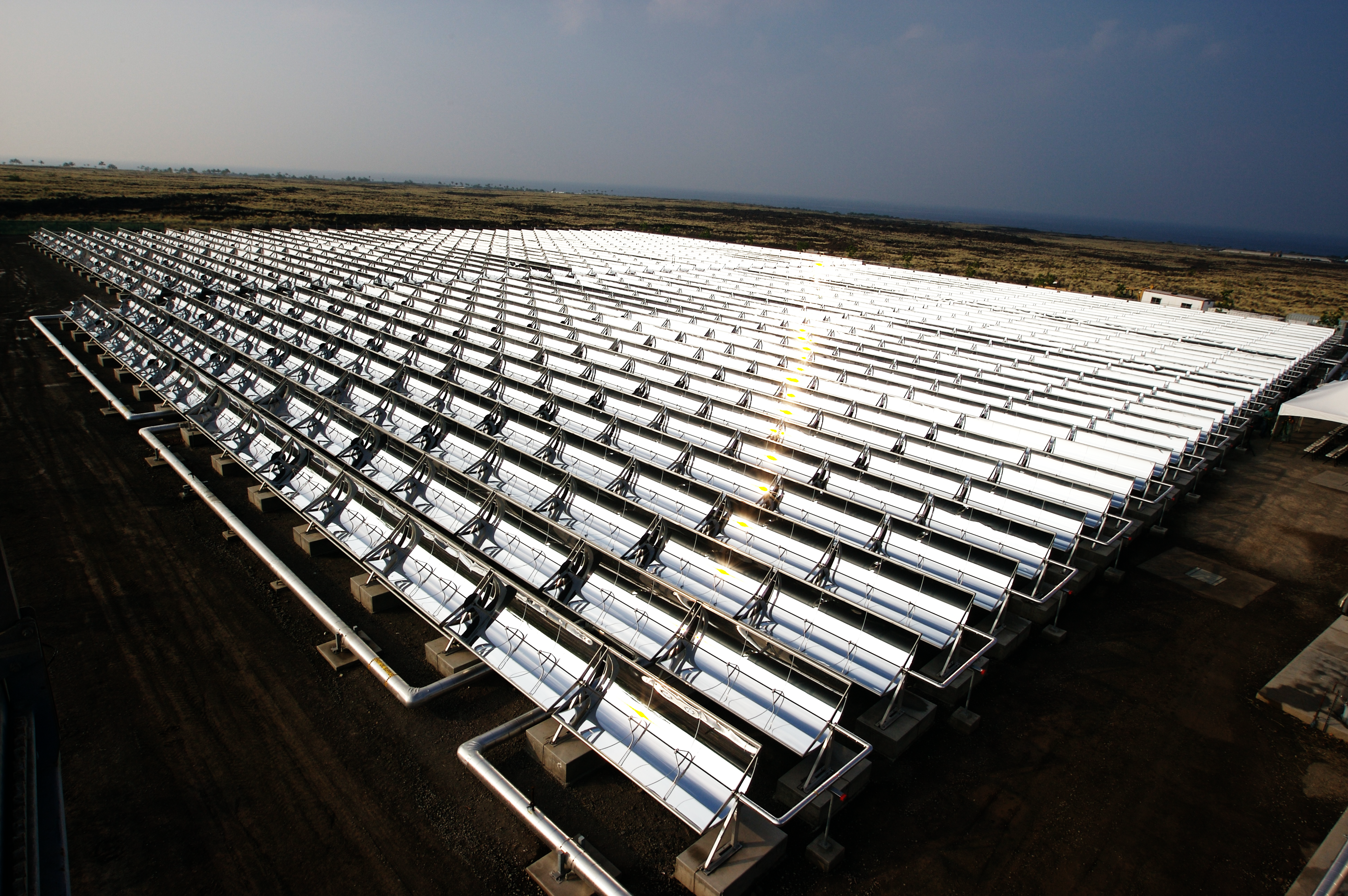
Centrale solaire de Keahole, à Hawaii.

| Puiss. (MW) | Nom                             | Pays                | Localisation                                        | Technologie                                                                         | Mise en service                                                                   | Particularités |
| ----------- | ------------------------------- | ------------------- | --------------------------------------------------- | ----------------------------------------------------------------------------------- | --------------------------------------------------------------------------------- | --- |
| 377         | Ivanpah                         | États-Unis          | Comté de San Bernardino, en Californie              | Tours solaires thermiques                                                           | février 2014                                                                      | 3 tours, |
| 354         | SEGS                            | États-Unis          | Désert de Mojave en Californie                      | Miroir cylindro-parabolique                                                         | 1984-90                                                                           | 9 unités |
| 250         | Solana                          | États-Unis          | À l'est de Gila Bend, désert de Mojave en Arizona   | Miroir cylindro-parabolique                                                         | octobre 2013                                                                      | Abengoa, 6 h de stockage de chaleur,                                                                                            |
| 250         | Mojave                          | États-Unis          | Désert des Mojaves, Californie                      | Miroir cylindro-parabolique                                                         | fin 2014                                                                          | Abengoa Solar |
| 250         | Genesis                         | États-Unis          | Désert du Colorado, Californie                      | Miroir cylindro-parabolique                                                         | avril 2014                                                                        | NextEra Energy Resources |
| 200         | Solaben 1, 2, 3, 6              | Espagne             | Logrosán dans la Province de Cáceres                | Miroir cylindro-parabolique                                                         | Solaben 3 : juin 2012 Solaben 2 : octobre 2012 Solaben 1 : 2013 Solaben 6 : 2013, | |
| 200         | Noor II                         | Maroc               | Ouarzazate                                          | Miroir cylindro-parabolique                                                         | avril 2018                                                                        | , stockage : 7 h |
| 160         | Noor 1                          | Maroc               | Ouarzazate                                          | Miroir cylindro-parabolique                                                         | décembre 2015,                                                                    | stockage : 3 heures ; première tranche d'un projet de 500 MW,                                                                   |
| 150         | Noor III                        | Maroc               | Ouarzazate                                          | Tour solaire                                                                        | décembre 2018                                                                     | , stockage : 8 h |
| 150         | Solnova                         | Espagne             | Sanlúcar la Mayor dans la province de Séville       | Miroir cylindro-parabolique                                                         | Solnova 1 : mai 2010 Solnova 3 : mai 2010, Solnova 4 : août 2010,                 | équipée pour utiliser du gaz naturel comme combustible d'appoint.                                                               |
| 150         | Andasol                         | Espagne             | Guadix dans la province de Grenade                  | Miroir cylindro-parabolique                                                         | Andasol 1 : 2008 Andasol 2 : 2009 Andasol 3 : 2011,                               | stockage sels fondus : 7,5 h |
| 150         | Extresol                        | Espagne             | Torre de Miguel Sesmero dans la province de Badajoz | Miroir cylindro-parabolique                                                         | Extresol 1 : février 2010 Extresol 2 : décembre 2010 Extresol 3 : août 2012       | 7,5 h de stockage de chaleur,                                                                                                   |
| 125         | Dhursar Rajasthan Sun Technique | Inde                | Dhursar, Jaisalmer, Rajasthan                       | Lentille de Fresnel                                                                 | nov. 2014                                                                         | Reliance power, |
| 121         | Ashalim 3                       | Israël              | Néguev                                              | Tour solaire                                                                        | 2018                                                                              | , |
| 121         | Ashalim 4                       | Israël              | Néguev                                              | Miroir cylindro-parabolique                                                         | juillet 2018                                                                      | Abengoa ; stockage : 4,5 h, |
| 110         | Crescent Dunes                  | États-Unis          | Tonopah, Nevada                                     | tour solaire                                                                        | février 2016                                                                      | SolarReserve, avec stockage à sels fondus (10 h),                                                                               |
| 110         | Cerro Dominador (ex Atacama-1)  | Chili               | Calama, région d'Antofagasta                        | Tour solaire                                                                        | avril 2021                                                                        | Abengoa, stockage : 17,5 h, |
| 100         | Palma del Rio                   | Espagne             | Cordoba                                             | Miroir cylindro-parabolique                                                         | Palma del Rio 1 : juillet 2011 Palma del Rio 2 : décembre 2010                    | |
| 100         | Manchasol                       | Espagne             | Ciudad Real                                         | Miroir cylindro-parabolique                                                         | Manchasol-1 : janvier 2011 Manchasol-2 : avril 2011                               | 7,5 h de stockage d'énergie |
| 100         | Vallesol                        | Espagne             | San José del Valle, Province de Cadix               | Miroir cylindro-parabolique                                                         | Valle-1 (Arcosol 50) : décembre 2011 Valle-2 (Termesol 50) : décembre 2011        | 7,5 h de stockage d'énergie |
| 100         | Helioenergy 1, 2                | Espagne             | Écija dans la province de Séville                   | Miroir cylindro-parabolique                                                         | Helioenergy 1 : septembre 2011 Helioenergy 2 : janvier 2012,                      | sans stockage de chaleur, |
| 100         | Termosol 1+2                    | Espagne             | Navalvillar de Pela dans la province de Badajoz     | Miroir cylindro-parabolique                                                         | mars 2013                                                                         | 9 h de stockage de chaleur |
| 100         | Helios 1+2                      | Espagne             | Puerto Lápice dans la province de Ciudad Real       | Miroir cylindro-parabolique                                                         | Helios 1 : mai 2012 Helios 2 : août 2012                                          | |
| 100         | Aste                            | Espagne             | Alcázar de San Juan dans la Province de Ciudad Real | Miroir cylindro-parabolique                                                         | Aste 1A : janvier 2012 Aste 1B : janvier 2012                                     | 8 h de stockage de chaleur |
| 100         | Solacor                         | Espagne             | El Carpio dans la Province de Cordoue               | Miroir cylindro-parabolique                                                         | Solacor 1 : février 2012 Solacor 2 : mars 2012,                                   | |
| 100         | Shams                           | Émirats arabes unis | Madinat Zayed, à 120 km d'Abou Dhabi                | Miroir cylindro-parabolique                                                         | Shams-1 : 17 mars 2013                                                            | Masdar 80 %, Total 20 % |
| 100         | Kaxu Solar One (en)             | Afrique du Sud      | Pofadder, province de Cap-du-Nord                   | Miroir cylindro-parabolique                                                         | mars 2015                                                                         | 2,5 h de stockage de chaleur,                                                                                                   |
| 100         | Xina Solar One                  | Afrique du Sud      | Pofadder, province de Cap-du-Nord                   | Miroir cylindro-parabolique                                                         | 2018                                                                              | Abengoa, stockage : 5 h |
| 100         | Kathu Solar Park                | Afrique du Sud      | Kathu, province de Cap-du-Nord                      | Miroir cylindro-parabolique                                                         | 2018                                                                              | Engie, stockage : 4,5 h |
| 100         | Shouhang Dunhuang               | Chine               | Dunhuang, Gansu                                     | Tour solaire                                                                        | décembre 2018                                                                     | stockage : 11 heures |
| 100         | Urat Middle Banner              | Chine               | Urat Middle Banner (Mongolie-Intérieure)            | Miroir cylindro-parabolique                                                         | janvier 2020                                                                      | stockage : 4 heures |
| 100         | Ilanga I,                       | Afrique du Sud      | Upington (Cap-du-Nord)                              | Miroir cylindro-parabolique                                                         | 2020                                                                              | 4,5 h de stockage de chaleur |
| 75          | Martin                          | États-Unis          | Comté de Martin en Floride                          | hybride (ISCC)                                                                      | fin 2010                                                                          | hybride solaire + cycle combiné à vapeur,                                                                                       |
| 72          | Nevada Solar One                | États-Unis          | Boulder City                                        | Miroir cylindro-parabolique                                                         | juin 2007                                                                         | Acciona Solar Power Inc ; stockage : 0,5 h,.                                                                                    |
| 50          | Ibersol Puertollano             | Espagne             | Puertollano                                         | Miroir cylindro-parabolique                                                         | mai 2009                                                                          | |
| 50          | Alvarado I (La Risca)           | Espagne             | Alvarado, province de Badajoz                       | Miroir cylindro-parabolique                                                         | juillet 2009,                                                                     | |
| 50          | La Florida                      | Espagne             | Alvarado (Badajoz)                                  | Miroir cylindro-parabolique                                                         | juillet 2010,                                                                     | stockage : 7,5 h |
| 50          | Majadas 1                       | Espagne             | Majadas de Tiétar, Cáceres                          | Miroir cylindro-parabolique                                                         | août 2010,                                                                        | |
| 50          | La Dehesa                       | Espagne             | La Garrovilla (Badajoz)                             | Miroir cylindro-parabolique                                                         | novembre 2010                                                                     | stockage : 7,5 h |
| 50          | Lebrija-1                       | Espagne             | Lebrija (Séville)                                   | Miroir cylindro-parabolique                                                         | juillet 2011,                                                                     | |
| 50          | Axtesol 2                       | Espagne             | Badajoz                                             | Miroir cylindro-parabolique                                                         | novembre 2011                                                                     | 7,5 h de stockage de chaleur,                                                                                                   |
| 50          | Morón                           | Espagne             | Morón de la Frontera dans la province de Séville    | Miroir cylindro-parabolique                                                         | mai 2012,                                                                         | |
| 50          | Olivenza 1                      | Espagne             | Olivenza dans la province de Badajoz                | Miroir cylindro-parabolique                                                         | juillet 2012                                                                      | |
| 50          | La Africana                     | Espagne             | Posadas dans la Province de Cordoue                 | Miroir cylindro-parabolique                                                         | juillet 2012                                                                      | 7,5 h de stockage de chaleur |
| 50          | Guzman                          | Espagne             | Palma del Río dans la Province de Cordoue           | Miroir cylindro-parabolique                                                         | juillet 2012                                                                      | |
| 50          | Orellana                        | Espagne             | Orellana la Vieja (Province de Badajoz)             | Miroir cylindro-parabolique                                                         | août 2012                                                                         | |
| 50          | Arenales                        | Espagne             | Morón de la Frontera, Province de Séville           | Miroir cylindro-parabolique                                                         | 2013                                                                              | , |
| 50          | Casablanca                      | Espagne             | Talarrubias, Province de Badajoz                    | Miroir cylindro-parabolique                                                         | 2013                                                                              | 7,5 h de stockage chaleur, |
| 50          | Enerstar Villena                | Espagne             | Villena, Province d'Alicante                        | Miroir cylindro-parabolique                                                         | 2013                                                                              | , |
| 50          | Godawari                        | Inde                | Naukh (Rajasthan)                                   | Miroir cylindro-parabolique                                                         | juin 2013,                                                                        | |
| 50          | Megha                           | Inde                | Anantapur, Andhra Pradesh                           | Miroir cylindro-parabolique                                                         | nov.2014                                                                          | [ 90 ] |
| 50          | Khi Solar One                   | Afrique du Sud      | Upington, province de Cap-du-Nord                   | Tour solaire                                                                        | fév.2016                                                                          | 2 h de stockage de chaleur, |
| 50          | Bokpoort                        | Afrique du Sud      | Groblershoop, province de Cap-du-Nord               | Miroir cylindro-parabolique                                                         | mars 2016                                                                         | 9 h de stockage de chaleur, |
| 50          | CGN Delingha                    | Chine               | Delingha, Qinghai                                   | Miroir cylindro-parabolique                                                         | 2018                                                                              | stockage : 9 h |
| 50          | SUPCON Delingha                 | Chine               | Delingha, Qinghai                                   | Tour solaire                                                                        | 2018                                                                              | , |
| 50          | Shagaya                         | Koweït              | Koweit City                                         | Miroir cylindro-parabolique                                                         | février 2019                                                                      | stockage : 9 h |
| 50          | Waad al Shamal                  | Arabie saoudite     | Waad al Shamal                                      | Miroir cylindro-parabolique                                                         | juillet 2018                                                                      | ISCC (hybride) |
| 50          | Gonghe                          | Chine               | Gonghe, Qinghai                                     | Tour solaire                                                                        | septembre 2019                                                                    | stockage : 6 h |
| 50          | Luneng Haixi                    | Chine               | Haixi Zhou, Qinghai                                 | Tour solaire                                                                        | septembre 2019                                                                    | stockage : 12 h |
| 50          | Hami                            | Chine               | Hami, Xinjiang                                      | Tour solaire                                                                        | décembre 2019                                                                     | [ 102 ] |
| 50          | Lanzhou Dacheng Dunhuang        | Chine               | Dunhuang, Gansu                                     | Lentille de Fresnel                                                                 | décembre 2019                                                                     | stockage : 13 h |
| 49,9        | Arcosol-50 (Valle 1)            | Espagne             | San José del Valle, province de Cadix               | Miroir cylindro-parabolique                                                         | décembre 2011                                                                     | 7.5 h de stockage de chaleur,                                                                                                   |
| 49,9        | Termesol 50 (Valle 2)           | Espagne             | San José del Valle, province de Cadix               | Miroir cylindro-parabolique                                                         | déc.2011                                                                          | 7,5 h de stockage chaleur |
| 31,4        | Puerto Errado 1+2               | Espagne             | Calasparra (Murcie)                                 | Lentille de Fresnel                                                                 | Puerto Errado 1 (1,4 MW) : avril 2009 Puerto Errado 2 (30 MW) : mars 2012         | stockage : 0,5 h |
| 30          | Ain Skhouna                     | Algérie             | Aïn Sekhouna                                        | Miroir cylindro-parabolique                                                         | 10 mai 2016,                                                                      | superficie de 60 Ha. |
| 30          | El Hadjira                      | Algérie             | El Hadjira                                          | Miroir cylindro-parabolique                                                         | 2017,                                                                             | superficie de 60 Ha. |
| 25          | Hassi R'Mel                     | Algérie             | Hassi R'mel                                         | cycle combiné gaz+solaire intégré (ISCC) pour un total de 150 MW dont 25 MW solaire | 15 juillet 2011,                                                                  | hybride gaz+CSP, |
| 22,5        | Borges Termosolar               | Espagne             | Les Borges Blanques (Province de Lérida)            | Miroir cylindro-parabolique                                                         | décembre 2012                                                                     | hybride solaire + biomasse, |
| 20          | PS20                            | Espagne             | Sanlúcar la Mayor dans la province de Séville       | Héliostats et tour solaire                                                          | avril 2009                                                                        | |
| 20          | Adrar                           | Algérie             | Adrar                                               | Miroir cylindro-parabolique                                                         | 8 juin 2015,                                                                      | superficie de 40 Ha |
| 20          | Aïn El lbel                     | Algérie             | Aïn El lbel                                         | Miroir cylindro-parabolique                                                         | 11 avril 2016,                                                                    | superficie de 40 Ha |
| 20          | El Khneneg                      | Algérie             | El Kheneg                                           | Miroir cylindro-parabolique                                                         | 11 avril 2016,                                                                    | superficie de 40 Ha |
| 20          | Sedrat Leghzal                  | Algérie             | Naâma                                               | Miroir cylindro-parabolique                                                         | 1er novembre 2016,                                                                | superficie de 32 Ha |
| 20          | Ain El Melh                     | Algérie             | Ain El Melh                                         | Miroir cylindro-parabolique                                                         | 11 mai 2016,                                                                      | superficie de 40 Ha |
| 20          | Kuraymat                        | Égypte              | Kuraymat                                            | cycle combiné gaz+solaire intégré (ISCC)                                            | juin 2011,                                                                        | hybride gaz+solaire CSP |
| 20          | Ain Beni Mathar ISCC            | Maroc               | Ain Beni Mathar                                     | cycle combiné gaz+solaire intégré (ISCC)                                            | mai 2010                                                                          | couplé avec un cycle combiné gaz de 450 MW,.                                                                                    |
| 19.9        | Solar Tres (Gemasolar)          | Espagne             | Fuentes de Andalucía dans la province de Séville    | tour solaire                                                                        | mai 2011                                                                          | 15 h de stockage de chaleur |
| 17          | Yazd                            | Iran                | Yazd                                                | Miroir cylindro-parabolique                                                         | 2009                                                                              | Première centrale solaire à cycle combiné au monde (467 MW avec la partie gaz)                                                  |
| 15          | Oued Keberit                    | Algérie             | Oued Keberit                                        | Miroir cylindro-parabolique                                                         | 24 juin 2016,                                                                     | superficie de 30 Ha |
| 13          | Tamanrasset                     | Algérie             | Tamanrasset                                         | Miroir cylindro-parabolique                                                         | février 2016,                                                                     | superficie de 26 Ha |
| 11          | PS10                            | Espagne             | Séville                                             | Héliostats et tour solaire                                                          | 2008                                                                              | |
| 9           | Timimoun                        | Algérie             | Timimoun                                            | Miroir cylindro-parabolique                                                         | février 2016,                                                                     | superficie de 18 Ha |
| 9           | Tindouf                         | Algérie             | Tindouf                                             | Miroir cylindro-parabolique                                                         | décembre 2015,                                                                    | superficie de 20 Ha |
| 9           | Centrale solaire eLlo           | France              | Llo, Pyrénées-Orientales                            | Fresnel                                                                             | septembre 2019                                                                    | Première centrale solaire thermodynamique française commerciale, stockage : 4 h                                                 |
| 5           | In Salah                        | Algérie             | In Salah                                            | Miroir cylindro-parabolique                                                         | février 2016,                                                                     | superficie de 10 Ha |
| 5           | Kimberlina                      | États-Unis          | Bakersfield                                         | Lentille de Fresnel                                                                 | 2008                                                                              | Areva Solar, anciennement centrale prototype d'Ausra                                                                            |
| 5           | Sierra SunTower                 | États-Unis          | Lancaster                                           | Héliostat et tour solaire                                                           | août 2009                                                                         | Première centrale solaire à héliostats en Amérique du Nord,                                                                     |
| 5           | Archimede                       | Italie              | près de Syracuse en Sicile                          | Miroir cylindro-parabolique                                                         | juillet 2010                                                                      | Centrale solaire à cycle combiné intégré avec un stockage de la chaleur                                                         |
| 2           | Liddell                         | Australie           | New South Wales                                     | Lentille de Fresnel                                                                 |                                                                                   | Centrale à charbon boosté par réchauffage de la vapeur,                                                                         |
| 1,5         | Maricopa                        | États-Unis          | Peoria                                              | Miroir parabolique et moteur stirling                                               | janvier 2010                                                                      | Stirling Energy Systems / La centrale Tessera est la première installation industrielle à miroir parabolique et moteur Stirling |
| 1,5         | Jülich                          | Allemagne           | Juliers                                             | Héliostat                                                                           | décembre 2008                                                                     | Site de recherche du DLR utilisé pour tester différents projets                                                                 |
| 1           | Saguaro                         | États-Unis          | Red Rock                                            | Miroir cylindro-parabolique                                                         |                                                                                   | [ 140 ] |
| 2           | Keahole                         | États-Unis          | Hawaï                                               | Miroir cylindro-parabolique                                                         | 2008                                                                              | , |
| 0,25        | Shiraz                          | Iran                | Chiraz                                              | Miroir cylindro-parabolique                                                         |                                                                                   | Première centrale électrique solaire iranienne.                                                                                 |

## Centrales en construction
| Puissance nominale (MW) | Nom                                     | Pays                | Localisation                | Mise en service attendue en | Technologie                                             | Notes |
| ----------------------- | --------------------------------------- | ------------------- | --------------------------- | --------------------------- | ------------------------------------------------------- | --- |
| 700                     | Mohammed ben Rashid Al-Maktoum          | Émirats arabes unis | Dubaï                       | 2021                        | 600 MW Miroir cylindro-parabolique, 100 MW Tour solaire | stockage : 15 heures, |
| 135                     | Huanghe Qinghai Delingha                | Chine               | Delingha, Qinghai           | ?                           | Tour solaire                                            | stockage : 3,7 heures |
| 92,5                    | Ningxia ISCC                            | Chine               | Yinchuan, Ningxia           | 2014?                       | centrale solaire à cycle combiné                        | les miroirs cylindro-paraboliques sont associés à des turbines à gaz pour augmenter l'efficacité énergétique                                                                                                  |
| 71                      | Heliofocus China Orion Project          | Chine               | Mongolie-Intérieure         | 2013-2015                   | Héliostat                                               | en 3 étapes : 1 MW en 2013, 10 MW fin 2014 et 60 MW en 2015, pour « booster » une centrale au charbon |
| 64                      | Chabei                                  | Chine               | Chabei (Hebei)              | ?                           | miroir cylindro-parabolique                             | stockage : 16 heures |
| 50                      | Gansu Akesai                            | Chine               | Akesai, Gansu               | ?                           | Miroir cylindro-parabolique                             | [ 149 ] |
| 50                      | Yumen Tower                             | Chine               | Yumen, Gansu                | ?                           | Tour solaire                                            | stockage : 6 heures |
| 50                      | Yumen Rayspower                         | Chine               | Yumen, Gansu                | ?                           | Miroir cylindro-parabolique                             | stockage : 7 heures |
| 50                      | Erdos                                   | Chine               | Hanggin Banner              | 2013                        | Miroir cylindro-parabolique                             | [ 152 ] |
| 50                      | Abhijeet                                | Inde                | Phalodi(Rajasthan)          | 2015                        | Miroir cylindro-parabolique                             | [ 153 ] |
| 43                      | Duba 1                                  | Arabie saoudite     | Duba                        | 2018                        | Miroir cylindro-parabolique                             | ISCC (hybride) |
| 40                      | El Kheneg                               | Algérie             | El Kheng                    | 2017,                       | Miroir cylindro-parabolique                             | extension de la centrale de 20 MW sur une superficie de 80 Ha |
| 35                      | Aïn El lbel                             | Algérie             | Aïn El lbel                 | 2017,                       | Miroir cylindro-parabolique                             | extension de la centrale de 20 MW sur une superficie de 80 Ha |
| 27,5                    | Jinshawan                               | Chine               | Mongolie-Intérieure         | 2013                        | Tour solaire (cheminée)                                 | Première phase opérationnelle à 200 kW fin 2010, phase finale en 2013 |
| 25                      | Gujarat Solar One (Cargo Solar Power)   | Inde                | District de Kutch (Gujarat) | 2014                        | Miroir cylindro-parabolique                             | 9 h de stockage de chaleur, |
| 23                      | Abiodh Sidi Cheikh                      | Algérie             | Abiodh Sidi Cheikh          | Août 2017,                  | Miroir cylindro-parabolique                             | superficie de 40 Ha |
| 20                      | Dhaya                                   | Algérie             | Dhaya (W. SBA)              | 2017,                       | Miroir cylindro-parabolique\|superficie de 30 Ha        | |
| 12                      | Agua Prieta II                          | Mexique             | Agua Prieta, état de Sonora | 2014                        | ISCC (cycle combiné gaz+solaire)                        | Centrale hybride solaire/gaz (478 MW au total) |
| 1,2                     | Centrale solaire Thémis, projet PEGASE  | France              | Pyrénées-Orientales         |                             | Tour solaire thermique                                  | Pilote de centrale hybride solaire/gaz, utilisant l'énergie solaire pour chauffer l'air entrant dans la turbine à gaz                                                                                         |
| 1,2                     | Centrale solaire Thémis, projet NextCSP | France              | Pyrénées-Orientales         | 2021                        | Tour solaire thermique                                  | Pilote de centrale hybride solaire/gaz, utilisant l'énergie solaire pour chauffer des particules qui chauffent à leur tour l'air entrant dans la turbine à gaz ou qui sont stockées comme stockage thermique, |
| 1                       | e-Cube 1                                | Chine               | Hainan                      | 2013                        | Héliostat Modulaire                                     | Première centrale solaire thermique à Héliostat Modulaire dans le monde. |

## Centrales en projet

### En Chine
| Puissance nominale (MW) | Nom             | Localisation                            | Technologie                 | Notes                                                   |
| ----------------------- | --------------- | --------------------------------------- | --------------------------- | ------------------------------------------------------- |
| 200                     | Golmud          | Golmud, Qinghai                         | Tour solaire                | stockage 15 heures,                                     |
| 100                     | Golden Tower    | Jinta, Gansu                            | Tour solaire                | en développement par China Three Gorges, stockage : 8 h |
| 100                     | Yumen 100 Tower | Yumen, Gansu                            | Tour solaire                | en développement par Suncan, stockage : 10 h            |
| 100                     | Gulang          | Wuwei, Gansu                            | Miroir cylindro-parabolique | en développement, stockage : 7 h                        |
| 50                      | Shangyi         | Shangyi, Hebei                          | Tour solaire                | stockage : 4 h                                          |
| 50                      | Urat            | Urat Middle Banner, Mongolie intérieure | Lentille de Fresnel         | stockage : 6 h                                          |
| 50                      | Yumen East Town | Yumen, Gansu                            | Miroir cylindro-parabolique | stockage : 7 h                                          |
| 50                      | Zhangbei        | Zhangbei, Hebei                         | Lentille de Fresnel         | stockage : 14 h                                         |
| 50                      | Zhangjiakou     | Zhangbei, Hebei                         | Lentille de Fresnel         | stockage : 14 h                                         |

### Dans les autres pays
| Puissance nominale (MW) | Nom                                         | Pays                | Localisation                        | Technologie                                                                                                   | Notes                                                                  |
| ----------------------- | ------------------------------------------- | ------------------- | ----------------------------------- | --- | ---------------------------------------------------------------------- |
| 700                     | Mohammed Bin Rashid Al Maktoum Solar Park 4 | Émirats arabes unis |                                     | Tour solaire                                                                                                  | mise en service prévue fin 2020 ; sans subvention,                     |
| 450                     | Tamarugal                                   | Chili               | Tamarugal, région de Tarapacá       | Tour solaire                                                                                                  | stockage 13 heures,                                                    |
| 400                     | Noor Foum El Oued                           | Maroc               | Foum El Oued                        | Miroir cylindro-parabolique                                                                                   | 500 MW dont 20 % PV                                                    |
| 400                     | Noor Tata                                   | Maroc               | Tata                                | Miroir cylindro-parabolique                                                                                   | 500 MW dont 20 % PV                                                    |
| 400                     | Maria Elena                                 | Chili               | Maria Elena, province d'Antofagasta | Tour solaire                                                                                                  | en développement par Ibereolica                                        |
| 390                     | Likana                                      | Chili               | Tamarugal, région de Tarapacá       | Tour solaire                                                                                                  | stockage 13 heures,                                                    |
| 380                     | Noor Midelt                                 | Maroc               | Midelt                              | Miroir cylindro-parabolique                                                                                   | 470 MW dont 20 % PV                                                    |
| 360                     | Pedro de Valdivia                           | Chili               | Maria Elena, province d'Antofagasta | Miroir cylindro-parabolique                                                                                   | Ibereolica, 2 108 GWh ; investissement de 5 900 M$ ; stockage : 10,5 h |
| 260                     | Copiapó                                     | Chili               | Copiapó, région d'Atacama           | Tour solaire                                                                                                  | en développement par Solar Reserve ; stockage : 14 h,                  |
| 150                     | Aurora                                      | Australie           | Port Augusta, Australie méridionale | Tour solaire                                                                                                  | stockage de chaleur 24 h/24 ; construction 2018-2020                   |
| 120                     | Shneur                                      | Israël              | Tzéélim, Néguev                     | Miroir cylindro-parabolique                                                                                   | [ 191 ]                                                                |
| 100                     | Redstone Solar,                             | Afrique du Sud      | Postmasburg                         | Tour solaire                                                                                                  | 12 h de stockage de chaleur                                            |
| 100                     | Diwakar                                     | Inde                | Askandra (Rajasthan)                | Miroir cylindro-parabolique                                                                                   | stockage : 3 h                                                         |
| 72                      | Mashhad                                     | Iran                | Mashhad                             | Parabole avec tracker                                                                                         | [ 195 ]                                                                |
| 60                      | Mashavei Sadde                              | Israël              | Mashavei Sadde, Néguev              | Centrale solaire thermodynamique                                                                              | [ 196 ]                                                                |
| 30                      | Archetype SW 550 et ARCHETYPE 30+           | Italie              | Passo Martino(CT), Sicile           | Miroir cylindro-parabolique avec stockage de chaleur, intégré avec biomasse et désalinisation en cogénération | ,                                                                      |
| 14                      | Agua Prieta II                              | Mexique             | Agua Prietadans l'état du Sonora    | centrale à cycle combiné solaire intégrée (ISCC)                                                              | ,                                                                      |

## Centrales arrêtées
- Solar One (1981), convertie en 1995 en Solar Two — USA Californie (désert des Mojaves), 10 MW, tour solaire, démolie en 2009.
- SES-5 — Russie, 5 MW, tour solaire, eau / vapeur, en service de 1985 à 1989[201].
- Themis (1983), Tour solaire de 10 MW, en France dans les Pyrénées-Orientales, première tour solaire de cette taille avec caloporteur à sel fondu, arrêté en 1986 avant reconversion du site.
- Maricopa Solar — USA Peoria (Arizona), 1,5 MW (parabole avec moteur Stirling) : première centrale Dish Stirling de taille commerciale de Tessera Solar. Achevée en janvier 2010, mais arrêtée en 2011 à la suite de la faillite de la société Tessera Solar[138].